# Сомерсет (округ, Пенсильвания)
Округ Сомерсет (англ. Somerset County) располагается в штате Пенсильвания, США. Официально образован 17 апреля 1795 года. По состоянию на 2010 год, численность населения составляла 77 742 человек.

## География
По данным Бюро переписи США, общая площадь округа равняется 2799,793 км2, из которых 2784,253 км2 суша и 18,130 км2 или 0,600 % это водоемы.

## Население
По данным переписи населения 2000 года в округе проживает 80 023 жителей в составе 31 222 домашних хозяйств и 22 042 семей. Плотность населения составляет 29,00 человек на км2. На территории округа насчитывается 37 163 жилых строений, при плотности застройки около 13,00-ти строений на км2. Расовый состав населения: белые — 97,39 %, афроамериканцы — 1,59 %, коренные американцы (индейцы) — 0,08 %, азиаты — 0,21 %, гавайцы — 0,01 %, представители других рас — 0,31 %, представители двух или более рас — 0,40 %. Испаноязычные составляли 0,66 % населения независимо от расы.
В составе 29,40 % из общего числа домашних хозяйств проживают дети в возрасте до 18 лет, 58,30 % домашних хозяйств представляют собой супружеские пары проживающие вместе, 8,50 % домашних хозяйств представляют собой одиноких женщин без супруга, 29,40 % домашних хозяйств не имеют отношения к семьям, 26,10 % домашних хозяйств состоят из одного человека, 13,60 % домашних хозяйств состоят из престарелых (65 лет и старше), проживающих в одиночестве. Средний размер домашнего хозяйства составляет 2,45 человека, и средний размер семьи 2,95 человека.
Возрастной состав округа: 22,30 % моложе 18 лет, 7,60 % от 18 до 24, 27,80 % от 25 до 44, 24,30 % от 45 до 64 и 24,30 % от 65 и старше. Средний возраст жителя округа 40 лет. На каждые 100 женщин приходится 99,80 мужчин. На каждые 100 женщин старше 18 лет приходится 98,90 мужчин.